# 涌田秀幸

## 人物
涌田 秀幸（わくた ひでゆき、1987年-）は、日本の映像プロデューサー。東京都出身。角川大映スタジオを経てC&Iエンタテインメントに所属。

## フィルモグラフィー

### 映画
- 2014年『ライヴ』ラインプロデューサー
- 2015年『もちつきラプソディ』プロデューサー
- 2015年『ALL FOR CINEMA!』アシスタントプロデューサー
- 2017年『結婚』プロデューサー
- 2019年『惡の華』プロデューサー
- 2021年『哀愁しんでれら』プロデューサー

### ＴＶ・配信
- 2014年「埋もれる」（WOWOW）アシスタントプロデューサー
- 2014年「金田一耕助VS明智小五郎ふたたび」（フジテレビ）プロデューサー
- 2016年「モンタージュ 三億円事件奇譚」（フジテレビ）ラインプロデューサー
- 2016年「モンタージュ 三億円事件奇譚 特別編 -船に消えた三億円-」（フジテレビオンデマンド・Amazonプライム）プロデューサー
- 2017年「緊急生放送!山田孝之の元気を送るテレビ」（テレビ東京）ラインプロデューサー
- 2018年「アガサ・クリスティ 二夜連続ドラマスペシャル パディントン発4時50分〜寝台特急殺人事件〜」（テレビ朝日）ラインプロデューサー
- 2018年「アガサ・クリスティ 二夜連続ドラマスペシャル 大女優殺人事件〜鏡は横にひび割れて〜」（テレビ朝日）ラインプロデューサー
- 2018年「このマンガがすごい!」（テレビ東京）プロデューサー
- 2019年「ゼブラ」（CBCテレビ・dTVチャンネル）プロデューサー
- 2019年「おやすみ、また向こう岸で」（TOKYO MX）協力プロデューサー
- 2020年「荒ぶる季節の乙女どもよ。」（MBS）プロデューサー
- 2021年「全裸監督２」（NETFLIX）アソシエイトプロデューサー
- 2021年「キン肉マン THE LOST LEGEND」（WOWOW）プロデューサー
- 2022年「鉄オタ道子、2万キロ」（テレビ東京）プロデューサー
- 2022年「すべて忘れてしまうから」（Disney+STAR/テレビ東京）プロデューサー
- 2023年「ワンダーハッチ -空飛ぶ竜の島-」（Disney+STAR）プロデューサー
- 2023年「量産型リコ -もう1人のプラモ女子の人生組み立て記-」（テレビ東京）プロデューサー
- 2023年「ポケットに冒険をつめこんで」（テレビ東京）プロデューサー
- 2024年「量産型リコ -最後のプラモ女子の人生組み立て記-」プロデューサー
- 2024年「鉄オタ道子、2万キロ〜秩父編〜」プロデューサー
- 2024年「レッドブルー」プロデューサー

### ＭＶ
- 2019年 ジェニーハイ「シャミナミ」協力プロデューサー
- 2020年 マカロニえんぴつ「恋人ごっこ」プロデューサー
- 2020年 ヤユヨ「君の隣」プロデューサー
- 2021年 神山羊「色香水」プロデューサー
- 2022年 きゃない「夕暮れ」プロデューサー
- 2022年 きゃない「バニラ」プロデューサー
- 2022年 DISH//「birds (in 2022)」プロデューサー
- 2022年 きゃない「紫陽花」プロデューサー
- 2023年 きゃない「愛の言葉」プロデューサー
- 2025年 indigo la End「夜凪」プロデューサー